# Friedrich Griebel (Jurist)
Ernst Friedrich Christian Griebel (* 18. Juni 1812 in Schlichting; † 1. März 1885 in Meldorf) war ein deutscher Kirchspielvogt und Amtsrichter.

## Leben und Wirken
Friedrich Griebel war als Mitglied der Familie Griebel ein Sohn von Leopold Matthias Griebel (* 23. Januar 1781 in Meldorf; † 19. Oktober 1858 in Warder) und dessen Ehefrau Catharina Margaretha, geborene Petersen. Der Vater arbeitete als Pastor in Schlichting, danach in Warder. Der Großvater mütterlicherseits namens Friedrich August Ludwig Petersen (1755–1824) war ein Pastor von Sehestedt.
Griebel besuchte die Eutiner Gelehrtenschule und studierte ab dem Sommersemester 1831 Rechte an der Universität Kiel. Er beschäftigte sich offensichtlich auch mit Literatur und konnte reimen. 1832 erschien von ihm ein Gedichtband mit Balladen und Studentenlyrik, deren Auflage er später wieder einziehen lassen wollte. Weitere literarische Werke sind nicht bekannt.
Griebel beteiligte sich längere Zeit an liberalen und patriotischen politischen Vorgängen. 1832/33 engagierte er sich als Sprecher der Kieler Burschenschaft. Aufgrund der Kieler Demagogenverfolgung nach dem Hambacher Fest überreichte er dem Rektor der Kieler Universität im Juni 1833 die Denkschrift „Über das Leben und Denken in der Burschenschaft in Kiel“. Im September 1833 entwarf er eine neue Konstitution der Burschenschaft. Darin wollte er die Burschenschaft von den politischen Aktivitäten und der Revolutionseuphorie süddeutscher Burschenschaft distanzieren.
1837 legte Griebel das juristische Amtsexamen mit dem 1. Charakter ab. Danach arbeitete er als Landvogteisekretär bei seinem Onkel in Heide. 1842 zog er hierhin und arbeitete als niedergelassener Advokat. Nach dem Beginn der Schleswig-Holsteinischen Erhebung zog er für den 5. holsteinischen Wahlbezirk (Heide) in die Konstituierende Landesversammlung ein und arbeitete als Schriftführer in deren Büro. Während des Krieges engagierte er sich weder dauerhaft noch ausgeprägt politisch, sondern verhielt sich eher gemäßigt liberal. Er kandidierte nicht mehr bei den Wahlen zur ersten ordentlichen Landesversammlung.
Da sich Giebel während der Erhebung nur in geringem Umfang politisch engagierte, konnte er gleichzeitig weiterhin als Advokat in Heide arbeiten. 1854 wurde er zum Vogt und Schreiber des Kirchspiels Hemmingstedt ernannt, im Folgejahr zum Kirchspielvogt der Meldorfer Nordervogtei. Nachdem Preußen die Herzogtümer annektiert und die Justiz von der Verwaltung getrennt hatte, setzte Griebel seine Beamtenkarriere in der Justiz fort. Er arbeitete bis zum Ruhestand im Oktober 1879 als Amtsrichter am neuen Amtsgericht Meldorf. 1873 wurde er zum Oberamtsrichter ernannt.
Im Jahr 1878 erhielt Griebel den Roten Adlerorden 4. Klasse verliehen.

## Familie
Am 3. November 1842 heiratete Griebel in Tiebensee Wiebke Margarethe Peters (* 14. Februar 1819 in Tiebensee; † 14. Dezember 1893 in Meldorf). Ihr namens Peter Peters war ein Kirchspiel- und Landesgevollmächtigter in Tiebensee und verheiratet mit Cäcilia Elsabea, geborene Mohr.
Das Ehepaar Griebel hatte zwei Söhne und vier Töchter, darunter:
- Minna (* 2. September 1850 in Heide; † 1946 in Meldorf). Sie schrieb als Schriftstellerin unter dem Pseudonym Minna Greif.
- Lucie (* 16. November 1854 in Meldorf; † 1922 in Kiel) schrieb als Schriftstellerin unter dem Pseudonym Eva Treu.